# Cecil Ernest Claude Fischer
Cecil Ernest Claude Fischer (1874 - 1950 ) fue un botánico, y explorador inglés, destacado coleccionista de especímenes en India.

## Algunas publicaciones

### Libros
- Fischer, CEC. 1921. A survey of the flora of the Anaimalai hills in the Coimbatore district, Madras presidency. Ed. Superintendent of Govt. Print. (Calcuta). xxi + 218 pp., 3 hojas de planchas
- ----; RL Badhwar, HN Dixon. 1938. The flora of the Lushai hills. Some new north-west Himalayan mosses. Ed. Manager of publications (Delhi). India. Botanical Survey. Records 12 (2 ): 75-179.
- ----. 1978. Flora of the Anaimalai Hills. Ed. Bishen Singh Mahendra Pal Singh (Dehradun). xxi + 218 pp., 5 hojas de pl.

- La abreviatura «C.E.C.Fisch.» se emplea para indicar a Cecil Ernest Claude Fischer como autoridad en la descripción y clasificación científica de los vegetales.[1]